# Road Rash (videojuego de 1994)
Road Rash es un videojuego de carreras y combate vehicular de 1994 publicado originalmente por Electronic Arts (EA) para 3DO Interactive Multiplayer. Una versión para el Sega CD se desarrolló simultáneamente y se lanzó en 1995 para actuar como un "puente" entre la versión 3DO y el título de Sega Genesis Road Rash 3, y el juego fue portado posteriormente a la PlayStation, Sega Saturn y Microsoft Windows en 1996. El juego es la tercera entrega de Road Rash, y se centra en una serie de carreras de motos de carretera a lo largo de California que el jugador debe ganar para avanzar a carreras de mayor dificultad, mientras participa en carreras sin armas. y combate armado para obstaculizar a los demás corredores.
La llegada de consolas de videojuegos de quinta generación influyó en EA para incorporar sprites de personajes digitalizados de actores de la vida real, 25 minutos de metraje de video de acción en vivo y movimiento completo y una banda sonora que consiste principalmente en música grunge cortesía de A&M Records, incluidos Soundgarden, Monster Magnet y Swervedriver. Road Rash fue lanzado con gran éxito comercial y elogios de la crítica, y los críticos elogiaron las imágenes avanzadas de la versión 3DO y la banda sonora basada en el grunge. La recepción en los puertos fue más media, ya que se consideraron fechados en el momento de su liberación.

## Jugabilidad
Road Rash pone al jugador en control de un corredor de motocicletas que debe terminar en tercer lugar o más alto entre otros catorce corredores; el jugador avanza a lo largo de los cinco niveles del juego ganando cinco carreras en cada nivel Las carreras del juego tienen lugar en varios escenarios de Californian, incluidos San Francisco, Sierra Nevada, Napa Valley y la Carretera de la Costa del Pacífico. Durante una carrera, el corredor puede frenar, acelerar y atacar a los oponentes vecinos. El corredor golpeará al oponente más cercano con una entrada predeterminada, mientras que mantener presionado un botón direccional durante la entrada dará como resultado un revés o una patada. Algunos oponentes empuñan armas como garrotes y cadena, que el corredor puede tomar y usar si el oponente es atacado mientras sostiene el arma para golpear. El corredor puede ser expulsado de su bicicleta si choca contra un obstáculo (como vacas, ciervos, autos y árboles) o si se queda sin resistencia (que se muestra en la esquina inferior izquierda de la pantalla) debido a peleas con los oponentes. En este caso, el corredor correrá automáticamente hacia su bicicleta, aunque el jugador puede alterar su curso y evitar el tráfico entrante con los botones direccionales, o quedarse quieto manteniendo presionado el botón de entrada del freno. Los oponentes también serán expulsados de su bicicleta si se agota su propia resistencia; la resistencia del oponente más cercano es visible en la esquina inferior derecha de la pantalla. En la versión de Sega CD, el color del medidor de resistencia del oponente indica su nivel de agresividad hacia el corredor.
El corredor comienza el juego con una cantidad fija de dinero y gana premios en efectivo por cada carrera exitosa. Desde el menú principal, el jugador puede acceder a una tienda y ver varias bicicletas de diferentes pesos, velocidades y capacidades de dirección, y el jugador puede comprar una bicicleta nueva con el dinero que ha acumulado. A medida que las bicicletas se vuelven más rápidas a medida que avanza cada nivel, comprar una bicicleta más rápida eventualmente se vuelve esencial para mantenerse al día con los otros corredores. Algunas bicicletas están equipadas con una serie de cargas de óxido nitroso, que pueden proporcionar una explosión de velocidad si el jugador presiona rápidamente el botón de entrada de aceleración dos veces. El jugador avanzará al siguiente nivel después de ganar una carrera en las cinco pistas del juego. Con cada nivel subsiguiente, las motos se vuelven más rápidas, los otros ciclistas luchan más agresivamente y las pistas se vuelven más largas y peligrosas. El jugador gana el juego ganando una carrera en cada pista en los cinco niveles.
La moto tiene su propio "medidor de daños" entre los medidores de resistencia del corredor y de los oponentes, que disminuye cada vez que el corredor sufre un choque. La bicicleta se arruinará si el medidor se agota por completo, lo que finaliza la participación del jugador en la carrera actual y deduce el costo de una factura de reparación del saldo del corredor. Oficiales motorizados hacen apariciones esporádicas a lo largo de las pistas del juego y también pueden terminar la participación del jugador si detienen al corredor después de un accidente, lo que deduce el costo de una multa de su saldo. Las facturas de reparación y las multas se vuelven más caras con cada nivel subsiguiente. Si el corredor carece de fondos para cubrir una factura de reparación o una multa, el juego finalizará prematuramente.
Road Rash es principalmente para un solo jugador, pero permite que dos jugadores jueguen intermitentemente uno contra el otro. El juego presenta dos modos distintos de juego para un jugador: la campaña central "Modo Gran Juego" y un "Modo Thrash" simplificado, en el que el jugador puede competir en cualquier pista con cualquier dificultad. En el modo Big Game, el jugador asume la identidad de uno de una selección de personajes con diferentes estadísticas. Los personajes más pequeños aceleran más rápido, mientras que los personajes más grandes tienen ataques más fuertes. Cada uno de los personajes comienza con una cantidad diferente de dinero y algunos personajes vienen equipados con un arma. Entre carreras, el jugador puede conversar con otros ciclistas y recibir consejos sobre el juego. La versión de Windows presenta un modo multijugador en línea para hasta ocho jugadores humanos conectados a través de un módem o una red local.

## Desarrollo y lanzamiento
Tras el exitoso lanzamiento de Road Rash II, EA comenzó el desarrollo simultáneo de una entrega de Road Rash para 3DO Interactive Multiplayer y Sega CD y Road Rash 3 para Sega Genesis. La versión de Sega CD se consideró un "producto puente" entre "Road Rash 3" y "Road Rash" de 3DO. EA era socio de The 3DO Company, que fue formada por el cofundador de EA Trip Hawkins, y respaldaría la consola 3DO con software exclusivo basado en sus franquicias más populares, incluida Road Rash. EA se vio influenciado por la llegada y la tecnología de la PlayStation y la CD-i para impulsar una apariencia más cinematográfica y realista, lo que condujo al concepto de motociclistas digitalizados. Road Rash presenta sprites de personajes que han sido digitalizados de un elenco de acción en vivo que consiste principalmente en miembros del equipo del juego; El cocreador de Road Rash, Randy Breen, interpretó a los oficiales de motor del juego. El juego presenta 25 minutos de video de acción en vivo y movimiento completo. El metraje fue dirigido por Rod Gross, y los motociclistas fueron retratados por una combinación del personal del juego y corredores locales de la AFM en el área. La Yamaha FZR1000 amarilla que se ve en los videos era la propia moto de Breen y apareció anteriormente en la portada de Road Rash II. Una Ducati SuperSport 900 roja, alquilada de una compañía local, fue rayada en un truco fallido durante el último día de filmación. Dado que la motocicleta no se podía devolver, la división de marketing de EA la usó para ferias comerciales antes de exhibirla en el vestíbulo corporativo de EA.
Breen buscó aprovechar al máximo el formato de CD con videos de movimiento completo, así como una banda sonora con licencia. Breen estaba particularmente interesado en incorporar la música de Soundgarden, de quien era fan. El director de marketing de EA tenía una relación con A&M Records y se puso en contacto con ellos para solicitar la licencia de la música de Soundgarden para la versión de 3DO de Road Rash. A&M inicialmente rechazó la oferta debido a la falta de familiaridad con la plataforma 3DO y la falta de voluntad para formular una nueva estructura de acuerdo para música con licencia en videojuegos, pero cambió su posición después de que los miembros de Soundgarden expresaron su entusiasmo por la serie y vieron potencial en la licencia de música para video. juegos. Buscando "controlar el panorama de audio", A&M obtuvo el permiso de la banda para usarlos como palanca para incorporar otras bandas de rock alternativo dentro del sello A&M en el juego, incluidas Monster Magnet, Paw, Swervedriver, Therapy? y Hammerbox. A cada banda se le permitió mantener su parte de las regalías sin reembolso, lo que equivaldría a la mitad de los ingresos recibidos por A&M de EA. El acuerdo resultaría lucrativo para las bandas involucradas y A&M recibió una variedad de "obsequios promocionales" de EA. La versión de Sega CD es la única en la que las pistas con licencia se reproducen durante las carreras, mientras que las otras versiones cuentan con una partitura original de Don Veca. La música incidental en las escenas de video de movimiento completo fue compuesta por Marc Farley.
La versión de 3DO se exhibió en el Consumer Electronics Show de verano de 1994 y se lanzó en julio de 1994. mientras que la versión en CD de Sega se lanzó exclusivamente en Norteamérica en marzo de 1995. En junio de 1995, Atari Corporation llegó a un acuerdo con EA para traer títulos seleccionados de su catálogo a la Atari Jaguar CD, con "Road Rash" entre los títulos seleccionados para ser portados. Estos títulos, junto con Road Rash, quedaron inéditos. Se anunció Road Rash para la Panasonic M2, pero nunca se lanzó debido a la cancelación del sistema. El desarrollo de la versión de PlayStation se anunció en julio de 1995, y las versiones de PlayStation, Sega Saturn y Microsoft Windows se lanzaron respectivamente en febrero, agosto y 10 de octubre de 1996.

## Recepción

### 3DO
La versión para 3DO de Road Rash fue recibida con elogios de la crítica y es ampliamente considerada como el pináculo de la serie. Los puntos de elogio más comunes entre los críticos fueron los gráficos avanzados de mapas de texturas (que Rik Skews de Computer and Video Games describió como un [[Crash 'n Burn (videojuego de 1993)} más pulido. |Crash 'n Burn]]) y la banda sonora grunge (que un crítico de Next Generation dijo que le daba una actitud "en tu cara" al juego). Además, Bacon de GamePro elogió las rutas bifurcadas y las divertidas secuencias de video de movimiento completo, aunque criticó la falta de una opción multijugador. Iceman de Electronic Gaming Monthly y el crítico de Next Generation sintieron que el juego finalmente se volvió repetitivo. Si bien Skews y el co-revisor Deniz Ahmet reconocieron la capacidad de respuesta de los controles, Chris Gore de VideoGames señaló la imposibilidad de configurarlos como un defecto importante.
En los Estados Unidos, Road Rash fue el título de 3DO más vendido en Babbage's en su mes de debut, y se mantendría entre los diez títulos 3DO más vendidos durante los próximos tres meses. En el Reino Unido, encabezó las listas de ventas de 3DO de HMV durante tres meses consecutivos. El juego ganó varios premios de Electronic Gaming Monthly en sus premios de videojuegos de 1994, incluido Mejor juego de conducción, Mejor música en un juego basado en CD y Mejor juego 3DO de 1994. GameFan otorgó a Road Rash el título de "Juego de conducción/carreras del año" en sus Golden Megawards de 1994. Flux colocó la versión 3DO de Road Rash en el puesto 22 de su lista de los "100 mejores videojuegos". En su revisión de la versión de Saturn, Sam Hickman de Sega Saturn Magazine dijo que la versión de 3DO era "uno de los mejores juegos de su época en cualquier sistema... Sigue siendo la mejor versión, incluso un año o así sucesivamente". Gary Mollohan de Revista oficial de PlayStation de EE. UU. y Brett Elston de GamesRadar+ atribuyeron a la versión 3DO de Road Rash la revolución del uso de música con licencia en los videojuegos. En la lista "Los 200 mejores videojuegos de su tiempo" de Electronic Gaming Monthly, la versión 3DO de "Road Rash" ocupó el puesto 145.

### Otras versiones
La versión en CD de Sega tuvo una recepción mixta. Los críticos quedaron en gran medida decepcionados por las imágenes degradadas en comparación con la versión 3DO, y algunos sintieron que la serie se estaba volviendo un refrito y anticuada en comparación con competidores como Virtua Racing. Angus Swan y Steve Merrett de Mean Machines Sega apreciaron la emulación de las imágenes de presentación de la versión de 3DO, y Jeff Kitts de Flux señalaron que la música con licencia funcionaba durante las carreras, lo que le dio a la versión de CD de Sega su única ventaja sobre la versión de 3DO. Road Rash obtuvo el segundo lugar en la categoría "Mejor juego de CD de Sega" de los premios Editors' Choice Awards de GamePro de 1995 (detrás de Earthworm Jim: Special Edition ).
Los puertos de PlayStation, Saturn y Windows fueron menos bien recibidos que la versión 3DO. Los revisores de Electronic Gaming Monthly, IGN, Next Generation y Maximum criticaron el puerto de PlayStation por tener solo mejoras menores en los gráficos y el sonido, sin cambios en el juego que se había vuelto obsoleto y superado por los juegos de carreras más recientes en los cuatro años desde que se lanzó por primera vez "Road Rash". Roger Burchill de Game Players, aunque nombró a la versión de PlayStation como "la encarnación del juego más atractiva y con mejor sonido hasta la fecha", también señaló la falta de innovación en el juego y se burló de los videos de movimiento completo como " aburrido". Sin embargo, Air Hendrix de GamePro sintió que la jugabilidad seguía siendo emocionante y, aunque comentó que los controles son más rígidos que en las versiones anteriores, recomendó la versión de PlayStation de todo corazón.
Air Hendrix y Sam Hickman comentaron que la versión de Saturn, si bien es divertida en sus propios términos, no ofrece nada que no se haya visto en las versiones de 3DO y PlayStation, y no llega a esas versiones en algunos aspectos técnicos, lo que la hace bastante obsoleta para la época. de su lanzamiento. Marcus Hearn y Angus Swan de Mean Machines Sega dijeron que si bien la premisa de Road Rash era "novedosa", la versión de Saturn pasó desapercibida por escenarios "iguales y sin incidentes". , pequeños sprites, animación poco sofisticada, música "inapropiada" y videos de movimiento completo "extremadamente molestos".
Mark East de GameSpot consideró que la versión de Windows era idéntica a la versión de 3DO, aparte de su modo multijugador en línea, que dijo que "agrega mucho al juego". También sintió que su banda sonora grunge estaba algo desactualizada y criticó la partitura del juego como "la música General MIDI más cursi del mundo". Gordon Goble de Computer Gaming World aprobó la banda sonora grunge, los gráficos y el valor de entretenimiento del combate, pero estaba molesto por un conflicto entre el juego, sus tarjetas de sonido y el sistema operativo DirectDraw que constantemente lo devolvía al escritorio sin previo aviso, y consideró que el título era "demasiada periferia, demasiado poco juego".